# Harry Elmer Barnes
Harry Elmer Barnes (15 de junio de 1889 – 25 de agosto de 1968) fue un historiador estadounidense que, en sus últimos años, fue conocido por su revisionismo histórico y la negacionismo del Holocausto. Tras doctorarse en Columbia en 1918, Barnes se convirtió en profesor de historia en la Universidad Clark antes de trasladarse al Smith College como profesor de sociología histórica en 1923. En 1929 dejó la docencia para trabajar como periodista, escritor independiente y ocasionalmente como profesor adjunto en escuelas más pequeñas. En 1919/20 y entre 1923 y 1937 dio conferencias regularmente en la New School for Social Research. Gracias a su prodigiosa producción académica, Barnes gozó en su día de gran prestigio como historiador. Sin embargo, en la década de 1950, había perdido credibilidad y se había convertido en un "paria profesional".
Barnes publicó más de 30 libros, 100 ensayos y 600 artículos y reseñas de libros, muchos de ellos para la revista del Council on Foreign Relations, Foreign Affairs, de la que fue editor bibliográfico.

## Historiador
Entre la Primera y la Segunda Guerra Mundial, se convirtió en un conocido escritor pacifista y el máximo exponente del movimiento revisionista histórico.

### Las causas de la Primera Guerra Mundial
Entre los años 1920 y 1926 escribió varios artículos sobre la responsabilidad de las grandes potencias en el desencadenamiento de la 1.ª guerra mundial, donde volcó el resultado de sus investigaciones personales realizadas sobre una asombrosa cantidad de documentación pública, así como de sus numerosas entrevistas con las distintas personalidades intervinientes en el conflicto, como el Káiser Guillermo II de Alemania, quien vivía en Doorm, Holanda, funcionarios y militares alemanes y austro-húngaros. Si en el primero de los artículos reparte las culpas entre Francia, Rusia, Austria-Hungría y Alemania, en el último de ellos excluye completamente a las potencias centrales para adjudicar la totalidad de la responsabilidad en la causación de la guerra a Rusia y Francia, con pruebas cuya solidez han motorizado a escritores modernos a reexaminar la cuestión de las responsabilidades.
Fruto de estos estudios y de las polémicas desatadas, sería su más famosa obra publicada en 1926: The Genesis of World War, que es el primer libro escrito en los Estados Unidos desde 1914 sobre las causas de la Gran Guerra, que reuniese los testimonios directos de los actores principales. En esa obra, Barnes declara que, en vista de las pruebas reunidas, "debe descartarse cualquier culpa de Alemania en el desencadenamiento de la guerra".
Según Barnes escribiera en el prólogo del polémico libro absolutorio,
In estimating the order of guilt of the various countries we may safely say that the only direct and immediate responsibility for the World War falls upon Serbia, France and Russia, with the guilt about equally distributed. Next in order—far below France and Russia—would come Austria, through she never desired a general European war. Finally, we place Germany and England as tied for last place, both being opposed to war in the 1914 crisis. Probably the German public was somewhat more favorable to military activity than the English people, but... the Kaiser made much more strenuous efforts to preserve the peace of Europe in 1914 than did Sir Edward Grey.
En la estimación de la culpa de los distintos países, podemos afirmar con seguridad que la única responsabilidad directa e inmediata de la Primera Guerra Mundial recae sobre Serbia, Francia y Rusia, con la culpa distribuida de igual manera. A continuación y muy por debajo de Francia y Rusia, vendría Austria, pero contemplando que ella nunca deseó una guerra europea general. Por último, podemos poner a Alemania e Inglaterra, empatados en el último lugar, ambos opuestos a la guerra al desatarse la crisis de 1914. Probablemente el público alemán era algo más favorable a la actividad militar que los ingleses, pero... el Kaiser hizo muchos más esfuerzos extenuantes para preservar la paz de Europa en 1914 que los llevados a cabo por Sir Edward Grey (secretario inglés de relaciones exteriores).
Algunos escritores posteriores, como Fritz Fischer, un polémico y provocador periodista bávaro, criticaron en forma póstuma y duramente la obra de Barnes, aunque para ello les fuera preciso apartarse de las causas propias de la guerra para centrarse exclusivamente en algunos aspectos aislados de los acontecimientos en Alemania, posteriores al inicio de la 1.ª guerra mundial, dejando pues aparte, tanto sus causas propias cuanto los sucesos anteriores habidos en Francia, Rusia, Serbia e Inglaterra, como exigía Barnes a los historiadores de su tiempo como regla mínima de seriedad. Asimismo, para contrarrestar la tesis Barnes, esta línea histórica afirma que, en realidad, Alemania explotó a su favor y con maestría el Atentado de Sarajevo tanto que, posteriormente, ya iniciadas las hostilidades, se intentaría orquestar un gigantesco plan de anexiones territoriales a expensas de Rusia principalmente, pero también de Bélgica y Holanda. A su vez, los defensores de Barnes afirman que, aún si fueran ciertas estas hipótesis -lo cual consideran indemostrado- no prueban la culpabilidad de Alemania en el desencadenamiento de la Gran Guerra, además de que planes similares fueron estudiados por todas las Cancillerías europeas, tentadas por la oportunidad de ganancias territoriales que ofrecía la reciente guerra. Por otra parte, el escritor Fritz Fischer ha sido repetidamente acusado de falsear la verdad.

### Años posteriores a la Segunda Guerra Mundial
Después de la Segunda Guerra Mundial y en los años más tardíos de su vida, asumió una postura negacionista. Llegó a la conclusión de que las acusaciones hechas contra Alemania y Japón, incluyendo el Holocausto, fueron una propaganda de guerra usada para justificar la participación de Estados Unidos en la guerra, la destrucción sistemática de Alemania y la entrega de territorio alemán a Polonia para compensar el territorio polaco entregado a Rusia.
Además de su posición en contra del supuesto exterminio sistemático de los judíos europeos por parte del gobierno alemán de la época, Barnes consideraba que todos los bandos fueron culpables de terribles atrocidades en la Segunda Guerra Mundial, que Hitler no quería ir a la guerra contra Estados Unidos y que el presidente estadounidense Franklin Roosevelt provocó a Japón para que este atacara Pearl Harbor y lograr que Estados Unidos entrara en la guerra.
Barnes no solo publicó estudios revisionistas sobre diversos temas históricos sino que animó a otros historiadores egresados de universidades en su país a publicar sus investigaciones revisionistas. Por ejemplo en la década de 1960 colaboró con David Hoggan, historiador egresado de la Universidad de Harvard, para que redactara un detallado estudio sobre cómo estalló la guerra en 1939. En 1969 se publicó el trabajo de Hoggan que negaba que hubieran muerto seis millones de judíos durante la guerra mundial, lo que hizo a los negacionistas blanco de ataques.